# Gong Xian

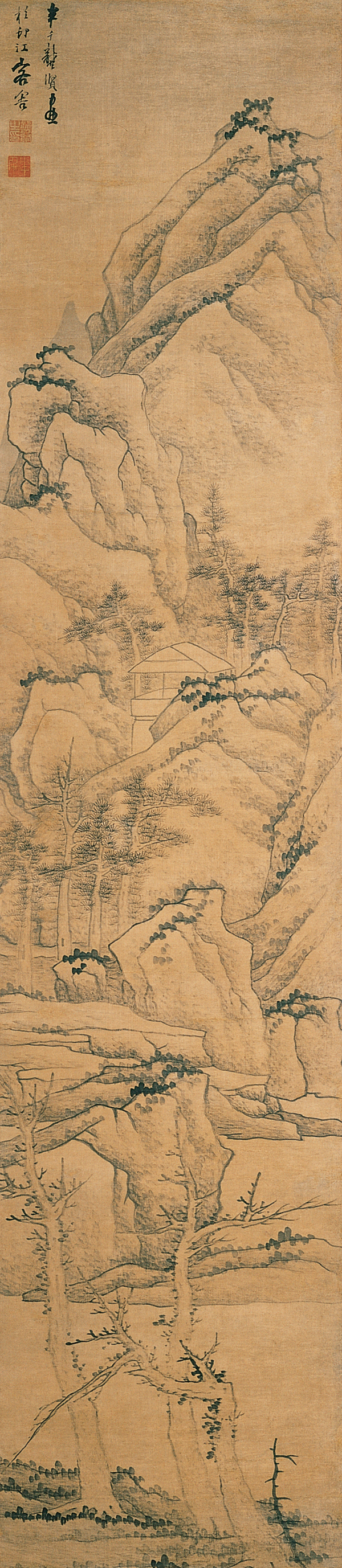
Zwój Gong Xiana. Kimbell Art Museum

Gong Xian (chiń. upr. 龚贤; chiń. trad. 龔賢; pinyin Gōng Xián; Wade-Giles Kung Hsien), znany też pod imionami Banqian (半千) i Zhaizhangren (柴丈人); ur. ok. 1618, zm. 1689 – chiński malarz tworzący w epoce Qing.
Pochodził z Kunshan w prowincji Jiangsu, większość życia spędził jednak w Nankinie. Po upadku dynastii Ming, przeciwny rządom mandżurskim, wycofał się z życia publicznego. Wiódł żywot samotnika, współcześni uważali go za odludka i dziwaka. Mimo samotniczego trybu życia był wpływowym nauczycielem (jeden z jego uczniów, Wang Kai, napisał znany podręcznik do malarstwa). Zmarł w biedzie.
Zaliczany jest do grupy tzw. Ośmiu Mistrzów z Nankinu, wśród których był twórcą najwybitniejszym. Praktykował tradycyjne malarstwo tuszem na papierze i jedwabiu. Posługiwał się szeroką paletą odcieni ciemnego tuszu, tworzących silnie kontrasty z jasnym tłem. Był jednym z największych mistrzów techniki czarnego tuszu, wykorzystując ogromną gamę odcieni, od pełnej czerni do ledwie zaznaczonej szarości. Doskonale też posługiwał się pędzlem, tworząc z drobnych kropek i kresek złożone wzory, układające się w kształty drzew, skał itp., nieco podobnie do pointylistów. Intensywność jego cieni, przywodząca na myśl chiaroscuro, sugeruje, że Gong Xian mógł zetknąć się w Nankinie z europejskimi sztychami, przywiezionymi przez jezuickich misjonarzy.
Obrazy Gong Xiana cechują się znaczną powtarzalnością motywów, niektóre z nich powtarzał wielokrotnie w różnych formach obrazów: niewielkich szkicach albumowych lub monumentalnych kompozycjach pejzażowych. Malował posępne, odludne pejzaże, w których nagie drzewa, niskie chmury i zimne rzeki tworzą wrażenie niemalże post-apokaliptyczne. Podobnie jak Wang Yuanqi unikał umieszczania postaci ludzkich w swoich pejzażach. Jeśli pojawiają się w nich ludzkie dzieła, jak domy czy wioski, są bezludne i wyglądają jak opuszczone. To „poczucie katastrofy” może być związane z podbojem przez obcą dynastię (mandżurską) – nieco podobne odczucia niosą dzieła czternastowiecznych malarzy, tworzących po nastaniu mongolskiej dynastii Yuan. Podobny nastrój samotności mają pejzaże współczesnego mu Hongrena, aczkolwiek nie są tak ponure.

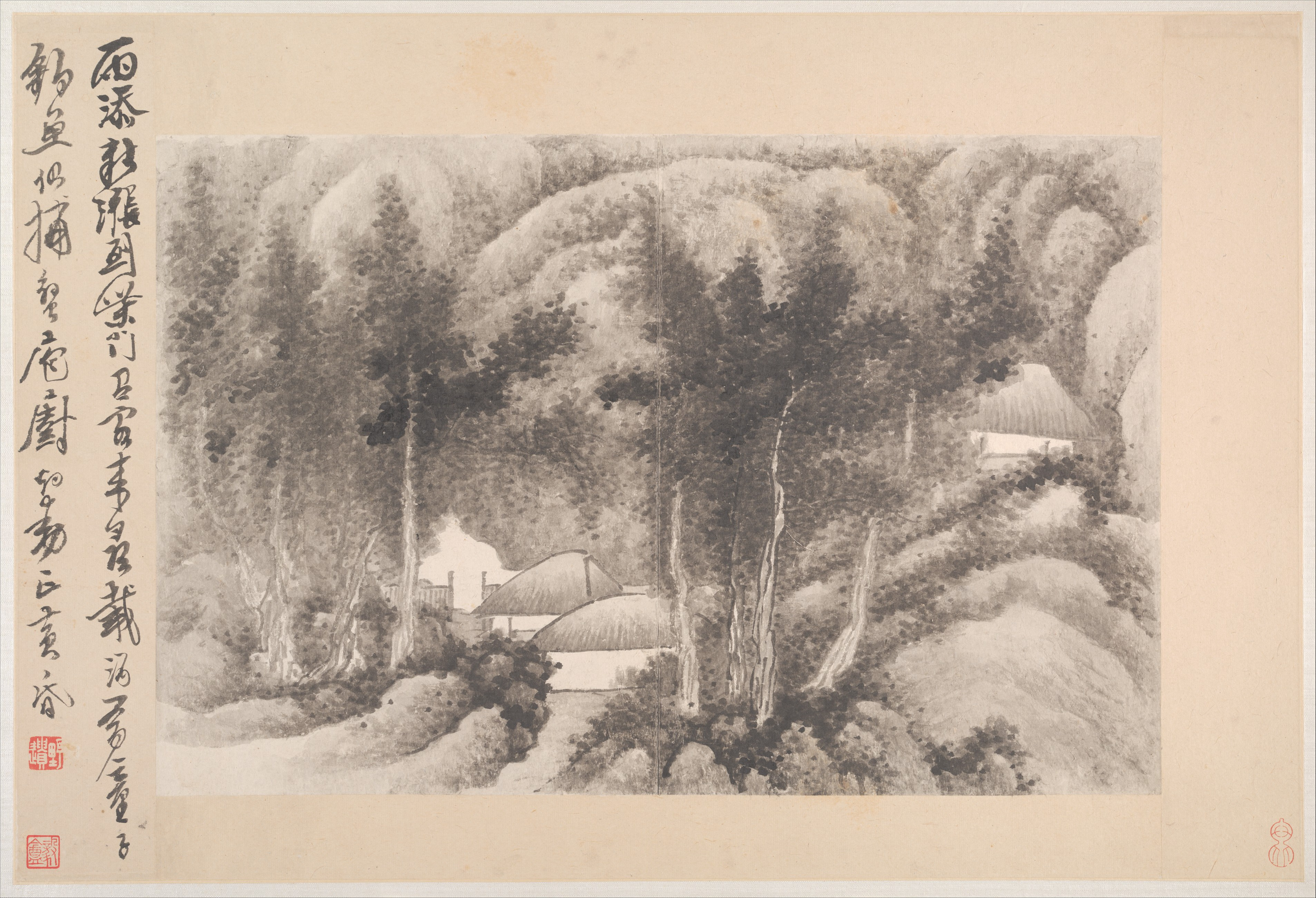
Jeden z cyklu 16 pejzaży Gong Xiana. Metropolitan Museum of Art
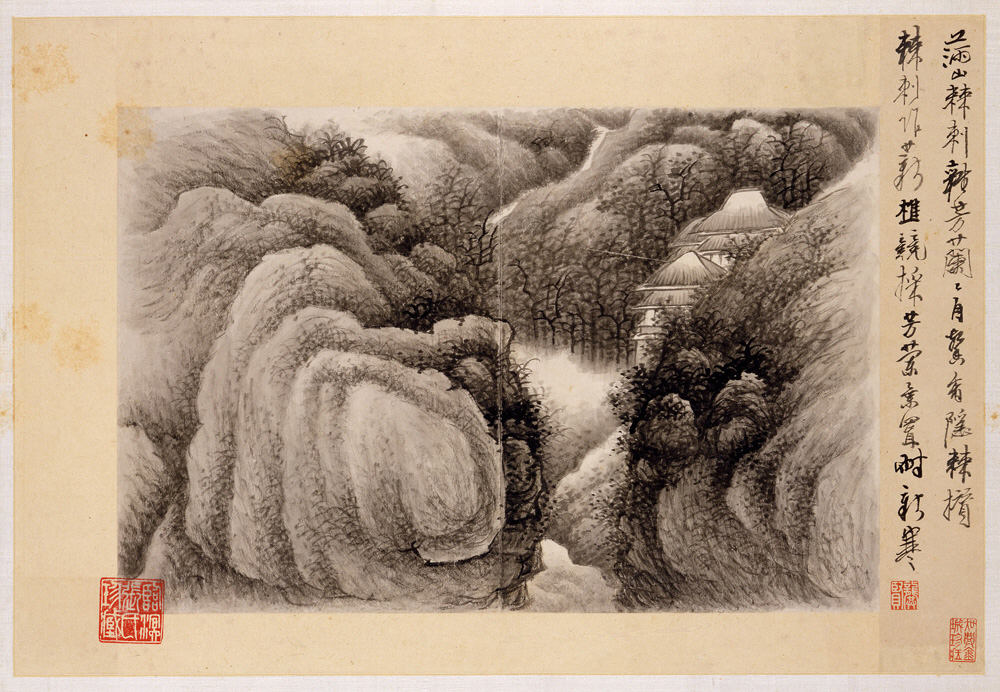
Inny obraz z tego cyklu. Metropolitan Museum of Art
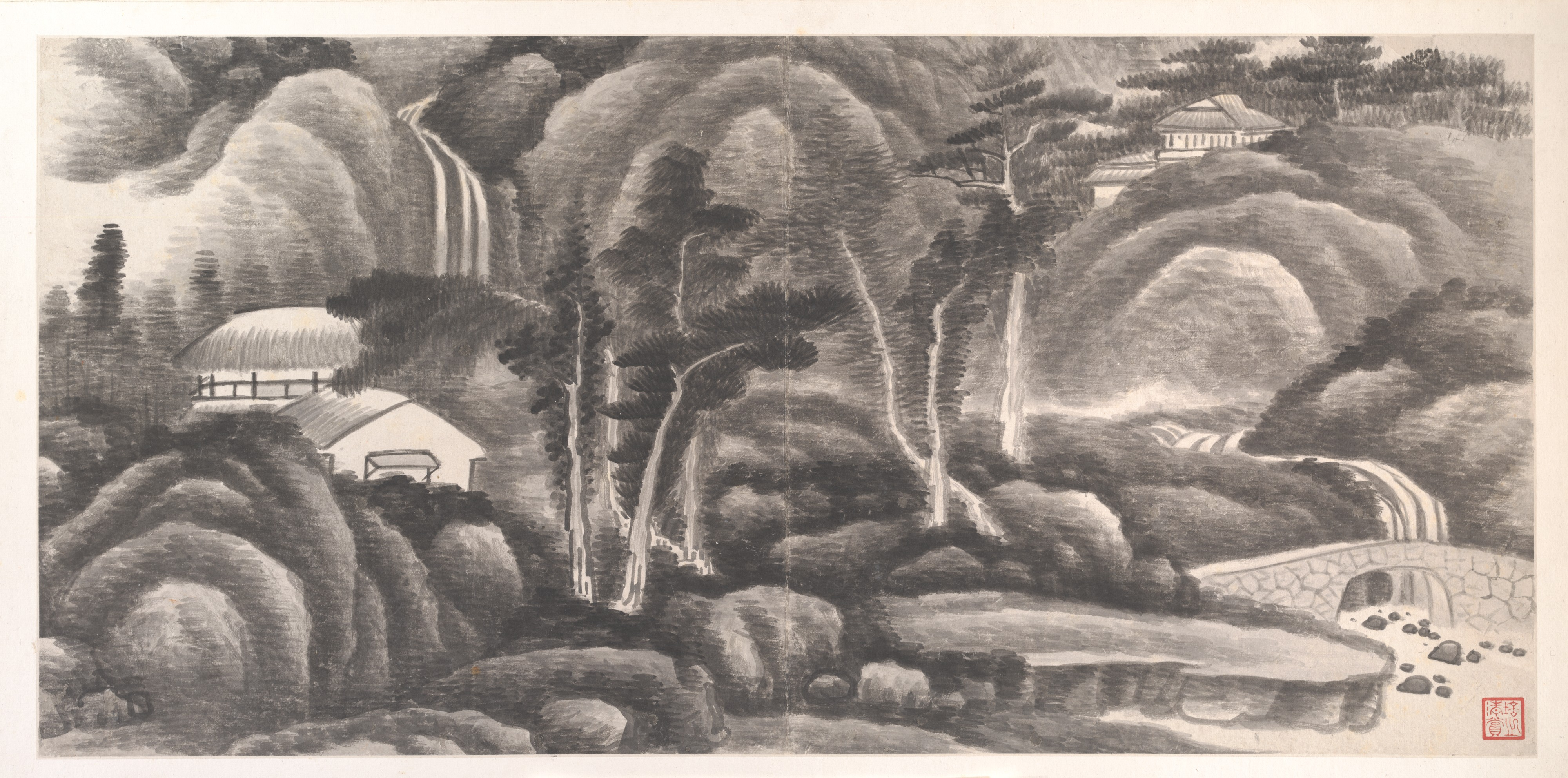
Obraz z cyklu pejzaży 12 miesięcy. Metropolitan Museum of Art
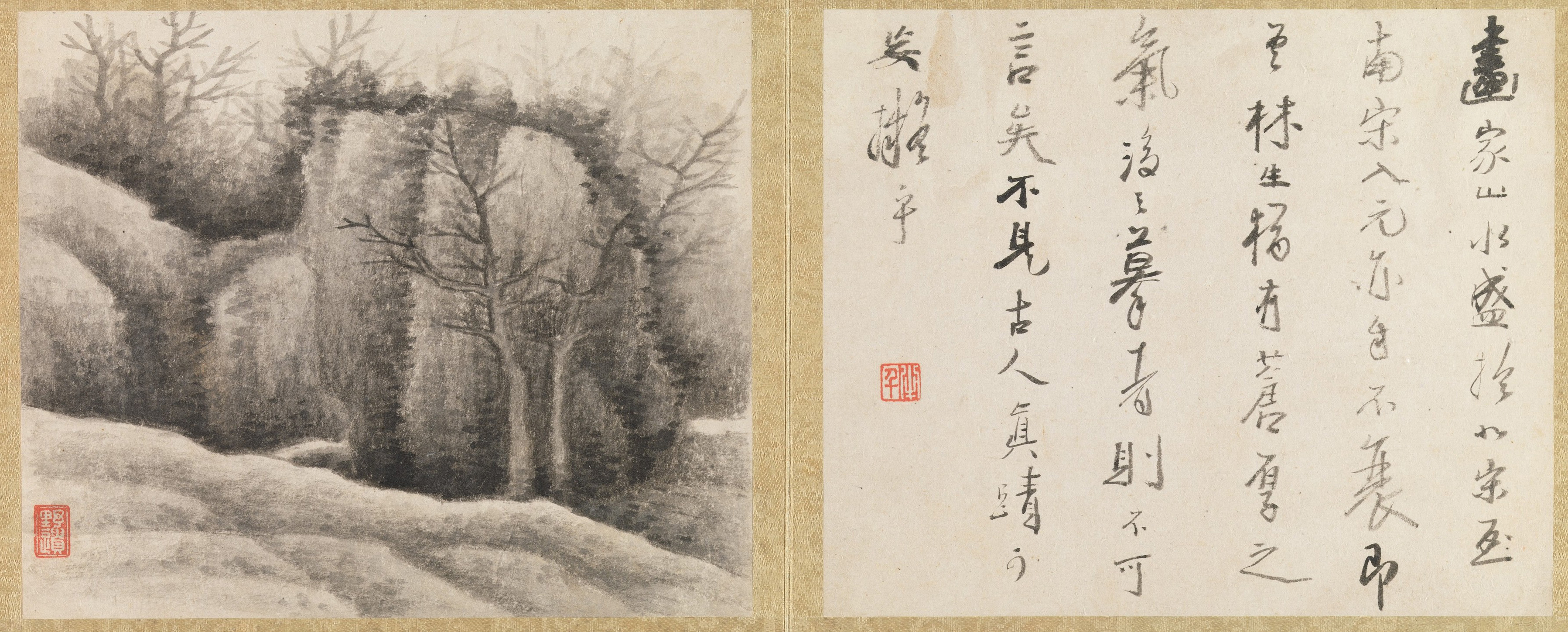
Karta z albumu Gong Xiana. Metropolitan Museum of Art